# Citrusvrucht

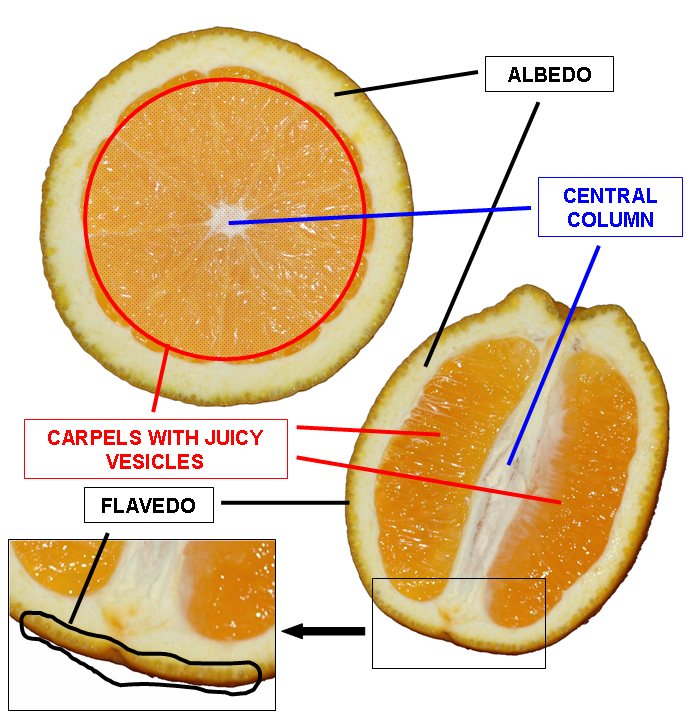
Een doorsnede van een sinaasappel, met de flavedo (zest), albedo (het witte deel van de schil), de centrale kolom (van hetzelfde witte materiaal) en de sappige partjes

Citrusvruchten zijn vruchten van bomen of struiken van het plantengeslacht Citrus. Het geslacht Citrus is reeds duizenden jaren in cultuur. De teelt ervan wordt reeds vermeld in Chinese kronieken van 2200 jaar voor onze jaartelling. Als gevolg van deze eeuwenlange cultivatie zijn er vandaag de dag dan ook duizenden cultivars.
De vrucht bestaat uit een aantal lagen. Het buitenste, gekleurde deel van de schil, ook wel zest genoemd, bestaat uit zeer veel olieklieren, waarin ontvlambare etherische oliën zitten opgeslagen. De laag daaronder, die ook nog tot de schil wordt gerekend, is wit en vezelig en bevat veel pectine. De binnenkant is het eetbare gedeelte. Hier worden sapzakjes gevormd die veel suikers, organische zuren en vitamine C bevatten. Citrusvruchten kunnen direct worden gegeten, maar ook als smaakmaker worden gebruikt. Verder worden ze vaak tot sap geperst. De zest wordt ook veel gebruik als smaakmaker in gerechten en in bijvoorbeeld vruchtenlikeur.
Er bestaan vele kruisingen en cultivars. De meeste citrusvruchten zijn erg sappig en bevatten veel vitamine C. De bomen groeien alleen in warme landen, zoals in Spanje, Marokko, Griekenland, Italië en Israël. De bomen groeien grofweg ongeveer tussen 40° aan beide zijden van de evenaar. In Nederland wordt Citrus ook wel geteeld als kuipplant.
- Bioscoopjournaal (Polygoonjournaal) uit 1947 over de citruscultuur in Suriname
- Bioscoopjournaal uit april 1964. Op de verpakkingsbeurs 'Macropak' is aandacht voor het verpakken van citrusvruchten

## Voorbeelden
Voorbeelden van eetbare citrusvruchten zijn 
- bergamot
- cederappel (waarvan sukade wordt gemaakt)
- citroen
- grapefruit
- kumquat
- limoen
- mandarijn
- sinaasappel
- yuzu